# Greding
Greding è una città tedesca di 7 309 abitanti, situata nel Land della Baviera.

## Monumenti e luoghi d'interesse
Nella città sono presenti alcune opere barocche (fra le quali un Castello di caccia del Principe elettore) realizzate nel XVII secolo dall'architetto svizzero Giacomo Angelini.